# هتل (فیلم ۱۴۰۲)
هتل فیلم کمدی اسکروبال ایرانی محصول سال ۱۴۰۲ به کارگردانی مسعود اطیابی و تهیه‌کنندگی محمد شایسته است. هتل با بازی پژمان جمشیدی، و محسن کیایی داستان دو زوج را روایت می‌کند که در سفر به کیش دچار چالش‌های کمدی می‌شوند.
اکران فیلم از ۵ مهر تا ۲۹ اسفند ۱۴۰۲ در سینماهای ایران انجام شد. هتل توانست با فروش ۲۷۷ میلیارد تومان و جذب بیش از ۶ میلیون و ۲۴۶ هزار مخاطب، پس از فیلم فسیل، دومین فیلم پرفروش سینمای ایران شود.

## خلاصه فیلم
رامین بعد از یک ازدواج ناموفق، با مهتاب آشنا شده و با او ازدواج می‌کند. او در روز عروسی‌اش با تماسی از جانب سهیلا، همسر سابقش، روبه‌رو می‌شود که از او می‌خواهد در قبال بخشیدن کل مهریه و مقداری پول، با او به سفر رفته و وانمود کنند که هنوز با یکدیگر زن و شوهر هستند تا بتوانند از عمهٔ سهیلا پول قرض کنند. رامین به مهتاب می‌گوید که باید به مأموریت برود و راهی سفر می‌شود.
از طرف دیگر مسعود، رئیس رامین، با منشی شرکت، خانم دائمی، در همان هتلی است که رامین اقامت دارد و قصد دارد به همسرش خیانت کرده و با منشی‌اش ازدواج کند. مهتاب که بعد از عروسی از داماد جدا شده، با پدرش به محل اقامت رامین می‌آید تا در کنار او باشد و ماجرا از همین‌جا شروع می‌شود.
رامین که باید سهیلا را از مهتاب مخفی نگه دارد با آمدن ستاره، همسر مسعود، خودش را همسر خانم دائمی معرفی می‌کند و اوضاع پیچیده‌تر می‌شود…

## بازیگران
| بازیگر          | شخصیت       |
| --------------- | ----------- |
| پژمان جمشیدی    | رامین قادری |
| محسن کیایی      | مسعود مروّجی |
| ریما رامین‌فر    | خانم توکلی  |
| صدف اسپهبدی     | سهیلا توکلی |
| مه‌لقا باقری     | ستاره       |
| غلامرضا نیکخواه | پدرزن رامین |
| مریم وحیدزاده   | مهتاب       |
| فرزانه قاسم‌زاده | آرزو دائمی  |
| جواد پولادی     | کافور       |
| سام نوری        | افسر آگاهی  |

## تولید
در ۲۴ بهمن ۱۴۰۱ اعلام شد که کارگردان مسعود اطیابی برای ساخت هتل درخواست مجوز داده است.جدا از مجموعه فیلم‌های تگزاس، سه فیلم قبلی‌اش — دینامیت (۱۴۰۰)، انفرادی (۱۳۹۸) و بخارست (۱۴۰۱) — با فروش بالایی مواجه شدند و او یکی از پرفروش‌ترین فیلم‌سازان ایران شد. در ۳۱ اردیبهشت ۱۴۰۲ گزارش شد که فیلم‌برداری این فیلم به پایان رسیده است. اطیابی در مصاحبه‌ای با ایسنا گفت که این فیلم «فضای طنز متفاوتی» در مقایسه با دیگر آثارش خواهد داشت.

## بازخورد

### گیشه
هتل در چهار روز نخست انتشار، حدود پنج میلیارد تومان فروش داشت و به صدر جدول فروش هفتگی سینمای ایران رسید. در ۱۱ مهر فیلم‌های سینمای ایران رکورد فروش ۸ میلیاردی داشتند که بیش از ۵۰٪ از سهم این فروش روزانه متعلق به فیلم هتل بود. هتل در ماه اول اکران خود توانست بیش از ۸۰ میلیارد تومان فروش داشته باشد. هتل در پایان ماه دوم اکران خود توانست با جذب بیش از ۴ میلیون و ۴۰۰ هزار مخاطب، سومین فیلم کمدی پربیننده تاریخ سینمای ایران باشد. رتبهٔ اول و دوم این فهرست در اختیار فسیل (۱۳۹۹) و اخراجی‌ها ۲ (۱۳۸۷) است. هتل در ماه سوم اکران خود توانست با جذب بیش از ۵ میلیون و ۴۷۸ هزار مخاطب، رکورد مخاطبان فیلم اخراجی‌ها ۲ (۱۳۸۷) را بشکند و دومین فیلم پرمخاطب تاریخ سینمای ایران در سال اول اکران شد.

### واکنش منتقدان
از نظر افشین علیار در جوان‌آنلاین، هتل فاقد داستان منسجم بود و به‌جای کمدی، در آن «شوخی‌های اروتیک و بهره‌گیری از شوخی‌های کپشنی و کامنتی فضای مجازی ارائه می‌شود» که باعث تنزل سلیقهٔ مخاطب خواهد شد. این نویسنده به سبک بازیگری تکراری نقش‌های اصلی، یعنی کیایی و جمشیدی، انتقاد وارد کرد و عقیده داشت که «نگاه جنسی سخیف و سوءاستفاده از اعتماد و احساس» شخصیت‌های زن فیلم، آن را به اثری ضدفرهنگی تبدیل کرده است. روزنامهٔ خراسان موضوع فیلم و شخصیت‌پردازی را کلیشه‌ای یافت و بر این باور بود که جمشیدی و کیایی دست‌آوردی به فیلم ارائه نمی‌کنند.
محمد عنبرسوز در شهرآرانیوز فیلم‌نامه را «سرحال و خوش ریتم» اما خود فیلم را «از منظر محتوایی ناامیدکننده» توصیف کرد.